# Ribbon (2022年の映画)
『Ribbon』（リボン）は、2022年2月25日に公開された日本映画。監督・脚本・主演は本作が劇場公開用の長編映画初監督作となるのん。

## 概要
コロナ禍の2020年において美術大学の卒業制作展が中止に追い込まれる中、とある一人の美大生が家族や親友と衝突しながらも、絵を描く事で未来に突き進む青春模様を描く。
主人公は、のん演じる美大生「いつか」。キャストにいつかの親友・平井役の山下リオ、あわせて渡辺大知の出演が発表された。そして、いつかの母を春木みさよ、父を菅原大吉、そして妹を小野花梨が演じる。主題歌はサンボマスター書き下ろし『ボクだけのもの』。特撮によるリボンアートで主人公いつかの感情を表現した。
2021年6月12日には第24回上海国際映画祭にて、GALA部門特別招待作品として公式出品され、ワールドプレミア上映が行われた。
予告編は岩井俊二監督により制作された。のんは岩井監督の『8日で死んだ怪獣の12日の物語 - 劇場版 -』に出演しており、「どのような状況になっても映画を撮る」姿勢に影響を受けたと語っている。岩井監督もキャストに参加し、美大の先生役を演じている。
併せて、応援PV 『映画と生きる 映画に生きる』が樋口真嗣監督のもと製作され、監督役のんのもとスタッフ役には緒方明監督ら映画監督が出演し、映画の撮影現場を描いている。映像とともに深作欣二監督ら著名な監督の言葉がのんのナレーションで紹介された。
2021年12月23日には、東京藝術大学の特別講座として芸大生限定の試写会が開催された。劇場公開前から注目を集め、2022年2月7日には、日本外国特派員協会での試写会および記者会見に臨んだ。2月25日に劇場公開を迎え、テアトル新宿で監督として初めて初日舞台挨拶に登壇した。劇場同時公開とはならなかったが、デジタル配信が2か月足らずで開始された。
のんと交流の深い久慈市（『あまちゃん』のロケ地）も街をあげて映画『Ribbon』を応援しようと、劇場公開に向けて『KUJI×Ribbon Project』を立ち上げた。
本作の監督として、新人監督に贈られる2022年度「新藤兼人賞」の最終選考10名にノミネートされた。

## キャスト
浅川いつか
演 - のん
美大生。
平井
演 - 山下リオ
美大生で、いつかの親友。
公園で出会う男
演 - 渡辺大知
いつかが公園に行く度に出会う男。
まい
演 - 小野花梨
いつかの妹。
いつかの母
演 - 春木みさよ
いつかの父
演 - 菅原大吉

## スタッフ
- 脚本・監督：のん
- 製作統括：福田淳
- エグゼクティブ・プロデューサー：宮川朋之
- クリエイティブ スーパーバイザー：神崎将臣、滝沢充子
- プロデューサー：中林千賀子
- 特撮：樋口真嗣[17]
- 特撮プロデューサー：尾上克郎[17]
- 音楽：ひぐちけい
- 助監督：遠藤圭悟
- 撮影：彦坂みさき
- 照明：岡元みゆき
- 録音：佐藤里佳、原川慎平
- 美術：福田宣、清田楓菜
- 装飾：田中智寿子
- Ribbon Art：renamiyu
- スタイリスト：町野泉美
- 衣装：小磯和代
- メイク：渡辺順子
- VFXスーパーバイザー：蟻坂歩美
- VFXコンポジター：護摩堂雅子
- カラリスト：廣瀬亮一
- スクリプター：押田智子
- 制作担当：村上麻里子
- 制作管理：福永真理
- アシスタントプロデューサー：鈴木那奈
- スチール：菊池修
- 宣伝プロデューサー：茂木美穂
- 宣伝：櫻井香子
- 宣伝ビジュアルデザイン：直井忠英（ナオイデザイン室）、松井亜里沙
- 特別協力：多摩美術大学
- 制作プロダクション：ブースタープロジェクト
- 製作：「Ribbon」フィルムパートナーズ（日本映画専門チャンネル、non、スピーディ、コミディア、インクアンク）
- 配給：イオンエンターテイメント

## 海外映画祭
- 第24回上海国際映画祭GALA部門選出（ワールドプレミア上映、2021年6月12日）[1]

- 第14回 Asian Pop-Up Cinema：アメリカ・シカゴで開催、2022年3月21日から27日までのオンライン上映（北米プレミア・南米プレミア）[18]
- 第11回トロント日本映画祭（2020年6月27日）[19]
- 第20回ニューヨーク・アジアン映画祭（2022年7月15日～31日）[20]